# Danny Sapsford
Danny Spasford est un joueur britannique de tennis né à Walton-on-Thames le 3 avril 1969. Vainqueur de l'Open de Nottingham en double.

## Carrière

### Parcours en Grand Chelem
Il bénéficie d'invitation pour le Tournoi de Wimbledon en 1990, 1991, 1995, 1996, 1997, 1998. 

En 1999 alors classé 595e mondial, il passe pour la première fois les qualifications et se retrouve également pour la première fois au troisième tour (1/16) du grand tableau où il perd contre le no 1 mondial Pete Sampras sur le court no 1, hormis un match de double perdu en 2001 dans un tournoi Challenger au Royaume-Uni, ce match sera le dernier de sa carrière.
Il passe les qualifications de l'US Open en 1991 et atteint le deuxième tour, perdu contre Todd Martin.
Il n'est jamais parvenu à dépasser le deuxième tour dans les qualifications de l'Open d'Australie et de Roland-Garros.
En double il atteint les 1/8 à l'US Open avec Lan Bale.
En mixte il atteint les 1/8 à Wimbledon.

### Parcours en Coupe Davis
Il joue deux rencontres pour le Royaume-Uni, en 1990 contre la Roumanie où il remporte 1 simple mais perd le 2e et en 1991 contre la Pologne où il remporte 1 simple.

### Parcours aux Jeux olympiques
Il échoue au premier tours des qualifications à Séoul en 1988.

### Autres performances
1/4 à Bournemouth en 1996 et 1/2 dans le Challenger de Croydon en 1989.
À part le no 1 Pete Sampras, il a affronté à 5 autres reprise un joueur du top 10 : Boris Becker no 4 au Queen's (1995), Ievgueni Kafelnikov no 9 à Saint Petersbourg (1995), Ievgueni Kafelnikov no 7 à Rotterdam (1995), Alberto Berasategui no 7 à Dubaï (1995), Michael Chang no 10 à Queen's (1991).
Le joueur le mieux classé qu'il ait battu est Wally Masur en 1/16 du Tournoi du Queen's en 1990 alors que celui-ci était 30e mondial.
Il a remporté 8 titres Challenger en double.
Il fut no 1 britannique junior en 1987 et remporté les titres national en moins de 12 ans et en moins de 18 ans.

## Palmarès

### Titre en double messieurs
| No | Date       | Nom et lieu du tournoi                     | Catégorie    | Dotation  | Surface      | Partenaire   | Finalistes             | Score         |  |
| -- | ---------- | ------------------------------------------ | ------------ | --------- | ------------ | ------------ | ---------------------- | ------------- |  |
| 1  | 17-06-1996 | Tournoi de tennis de Nottingham Nottingham | World Series | 303 000 $ | Gazon (ext.) | Mark Petchey | Neil Broad Piet Norval | 6-7, 7-6, 6-4 |  |

### Finales en double messieurs
| No | Date       | Nom et lieu du tournoi                     | Catégorie    | Dotation  | Surface      | Vainqueurs                       | Partenaire      | Score         |  |
| -- | ---------- | ------------------------------------------ | ------------ | --------- | ------------ | -------------------------------- | --------------- | ------------- |  |
| 1  | 11-09-1995 | Grand Prix Passing Shot Bordeaux           | World Series | 375 000 $ | Dur (ext.)   | Saša Hiršzon Goran Ivanišević    | Henrik Holm     | 6-3, 6-4      |  |
| 2  | 16-06-1997 | Tournoi de tennis de Nottingham Nottingham | World Series | 303 000 $ | Gazon (ext.) | Ellis Ferreira Patrick Galbraith | Chris Wilkinson | 4-6, 7-6, 7-6 |  |